# Frans Lanting
Frans Lanting (Rotterdam, 13 juillet 1951) est un photographe néerlandais, spécialiste de la vie sauvage. Il vit actuellement aux États-Unis.

## Biographie
Lanting a travaillé sur des sujets en Amazonie, Afrique et Antarctique.
Lanting est photographe pour LIFE, National Geographic, parmi d'autres journaux, ainsi que pour la Société nationale Audubon.

## Collections
- Musée Field, Chicago

## Expositions
- 2006, Frans Lanting: Life, exposition itinérante qui débuta au musée d'histoire naturelle de Leyde

## Prix
- 1988, 1989, 1997, distinctions au World Press Photo.
- 1991, Wildlife Photographer of the Year, BBC.
- 1997, prix Ansel-Adams.
- 2005, prix Lennart-Nilsson.

## Décoration
2001, fait chevalier de l'ordre royal de l'Arche d'Or par le prince Bernhard zur Lippe Biesterfeld.